# ブッククルー
ブッククルー（Bookcrew）は、読書に関する様々な活動をネット上に設定したユーザ専用の仮想本棚に記録し、ユーザー同士の交流を図るソーシャルネットワーキングサービスである。NTTソルマーレ株式会社が2011年8月4日にサービスを開始した。

## 概要
ネット上にユーザ専用の本棚を設定することができ、そこに書籍情報を登録しオンラインで読書に関する様々な活動（読書ステータス管理、読書履歴管理、レビュー投稿、書籍評価）を行うことができる。また、同じ本を登録した他の利用者のレビューを閲覧するなどのコミュニティー機能もある。
2012年3月26日にフォロー機能の追加等、大幅リニューアルを行った。
2012年10月3日にリニューアルを行ない、ソーシャルサービス「キニログ」として再出発した。

## 外部サイト
- ブッククルー（キニログ）